# Jiří Štajner
Jiří Štajner (ur. 27 maja 1976 w Benešovie) – piłkarz czeski grający na pozycji napastnika.

## Kariera klubowa
Štajner treningi rozpoczął w wieku 6 lat w klubie TJ Senohraby. W 1990 roku trafił do juniorskiej ekipy Slavii Praga. W 1994 roku został włączony do jej pierwszej drużyny i w jej barwach zadebiutował w pierwszej lidze w 1994 roku. Przez 2 lata wystąpił tam w 6 ligowych spotkaniach oraz wywalczył wicemistrzostwo i mistrzostwo Czech i nie mając miejsca w składzie Slavii trafił najpierw do FK Benešov, a w 1996 roku został piłkarzem czwartoligowego klubu FK Lounovice. W 1997 roku przeszedł do FC MUS Most, w którym przez 2,5 roku występował w drugiej lidze, a w styczniu 2000 roku przeszedł do Slovana Liberec. Wtedy też wywalczył Puchar Czech, a w 2001 roku zakwalifikował się do Pucharu UEFA ze Slovanem dzięki zajęciu 6. miejsca w lidze. W sezonie 2001/2002 Štajner zdobył 15 goli w lidze i został królem strzelców prowadząc Slovan do tytułu mistrza Czech.
Latem 2002 Štajner trafił do niemieckiego Hannoveru. W Bundeslidze zadebiutował 11 sierpnia 2002 roku w przegranym 1:2 wyjazdowym spotkaniu z Hamburger SV, w tydzień później strzelił swojego pierwszego gola w lidze, ale Hannover uległ na własnym stadionie 1:3 TSV 1860 Monachium. W 2003 roku zajął z Hannoverem 11. pozycję w lidze. W klubie tym spędził także rundę jesienną sezonu 2003/2004, a zimą został na pół roku wypożyczony do Sparty Praga, z którą został wicemistrzem Czech. Od początku sezonu 2004/2005 wywalczył sobie pewne miejsce w ataku Hannoveru, w którym występował w kolejnych sezonach z Thomasem Christiansenem, Thomasem Brdariciem, Wahidem Haszeminame czy Arnoldem Brugginkiem. W Hannoverze grał do końca sezonu 2009/2010 i w klubie tym rozegrał łącznie 218 spotkań, w których strzelił 42 gole.
W 2010 roku Štajner zdecydował się wrócić do ojczyzny i po raz drugi w karierze został piłkarzem Slovana Liberec. Następnie grał w FK Mladá Boleslav i FC Oberlausitz Neugersdorf. W 2015 zakończył karierę.
| Sezon   | Klub                       | Kraj   | Rozgrywki      | Mecze | Bramki |
| ------- | -------------------------- | ------ | -------------- | ----- | ------ |
| 1994/95 | Slavia Praga               | Czechy | 1. liga        | 3     | 0      |
| 1995/96 | Slavia Praga               | Czechy | 1. liga        | 3     | 0      |
| 1995/96 | SK Benešov                 | Czechy | 2. liga        | 1     | 1      |
| 1996/97 | FK Lounovice               | Czechy | 4. liga        | 23    | 22     |
| 1997/98 | FC MUS Most                | Czechy | 2. liga        | 14    | 5      |
| 1998/99 | FC MUS Most                | Czechy | 2. liga        | 28    | 7      |
| 1999/00 | FC MUS Most                | Czechy | 2. liga        | 17    | 9      |
| 1999/00 | Slovan Liberec             | Czechy | Gambrinus Liga | 8     | 1      |
| 2000/01 | Slovan Liberec             | Czechy | Gambrinus Liga | 26    | 9      |
| 2001/02 | Slovan Liberec             | Czechy | Gambrinus Liga | 29    | 15     |
| 2002/03 | Hannover 96                | Niemcy | Bundesliga     | 32    | 4      |
| 2003/04 | Hannover 96                | Niemcy | Bundesliga     | 16    | 3      |
| 2003/04 | Sparta Praga               | Czechy | Gambrinus Liga | 14    | 3      |
| 2004/05 | Hannover 96                | Niemcy | Bundesliga     | 31    | 6      |
| 2005/06 | Hannover 96                | Niemcy | Bundesliga     | 33    | 6      |
| 2006/07 | Hannover 96                | Niemcy | Bundesliga     | 34    | 3      |
| 2007/08 | Hannover 96                | Niemcy | Bundesliga     | 26    | 6      |
| 2008/09 | Hannover 96                | Niemcy | Bundesliga     | 27    | 8      |
| 2009/10 | Hannover 96                | Niemcy | Bundesliga     | 30    | 6      |
| 2010/11 | Slovan Liberec             | Czechy | Gambrinus Liga | 29    | 9      |
| 2011/12 | Slovan Liberec             | Czechy | Gambrinus Liga | 29    | 15     |
| 2012/13 | Slovan Liberec             | Czechy | Gambrinus Liga | 22    | 8      |
| 2013/14 | FK Mladá Boleslav          | Czechy | Gambrinus Liga | 23    | 4      |
| 2014/15 | FC Oberlausitz Neugersdorf | Niemcy | Oberliga       | 13    | 6      |

## Kariera reprezentacyjna
W reprezentacji Czech Štajner zadebiutował 12 lutego 2002 roku w wygranym 2:0 meczu z Węgrami. Występował w kwalifikacjach do Euro 2004, ale na sam turniej nie pojechał. Zaliczył za to udział w Mistrzostwach Świata w Niemczech, na których wystąpił we wszystkich trzech spotkaniach jako rezerwowy: z USA (3:0), Ghaną (0:2) oraz Włochami (0:2).